# Алекс Тот (футболіст)
Алекс Тот (угор. Tóth Alex, нар. 23 жовтня 2005, Будапешт) — угорський футболіст, півзахисник клубу «Ференцварош» та національної збірної Угорщини. Виступав також за клуб «Шорокшар». Триразовий чемпіон Угорщини.

## Клубна кар'єра
Алекс Тот народився 2005 року в Будапешті. Займався в юнацьких командах футбольних клубів «Ференцварош» та «Гонвед». У професійному футболі Тот дебютував 2023 року виступами за команду «Ференцварош». У цьому ж році футболіста віддали в оренду до клубу «Шорокшар», в якій він грав до 2024, взявши участь у 23 матчах чемпіонату. З 2024 року Тот грає у складі клубу «Ференцварош». У складі будапештського клубу футболіст став триразовим чемпіоном Угорщини.

## Виступи за збірні
У 2022 році Алекс Тот дебютував у складі юнацької збірної Угорщини (U-17), загалом на юнацькому рівні взяв участь у 19 іграх. З 2024 року футболіст грає у складі молодіжної збірної Угорщини. На молодіжному рівні зіграв у 2 офіційних матчах. У 2025 році Тот дебютував у складі національної збірної Угорщини. Станом на початок червня 2025 року зіграв у складі національної збірної 3 матчі, в яких забитими голами не відзначився.

## Титули і досягнення
- Чемпіон Угорщини (3):

«Ференцварош»: 2022–2023, 2023–2024, 2024–2025